# Itamaraju (kommun)
Itamaraju är en kommun i Brasilien.   Den ligger i delstaten Bahia, i den östra delen av landet, 900 km öster om huvudstaden Brasília. Antalet invånare är 63 355.
Följande samhällen finns i Itamaraju:
- Itamaraju

Omgivningarna runt Itamaraju är huvudsakligen savann. Runt Itamaraju är det ganska glesbefolkat, med 26 invånare per kvadratkilometer.